# Babalon A.D. (So Glad for the Madness)
Babalon A.D. (So Glad for the Madness) — сингл из альбома Damnation and A Day английской метал-группы Cradle of Filth, изданный только на DVD.

## Клип
Клип смоделирован по фильму Пьера Паоло Пазолини «Сало́», который в свою очередь является вольной экранизацией (адаптацией) книги Маркиза де Сада «120 дней Содома».

## Список композиций
1. Babalon A.D. — 05:38
2. Serpent Tongue — 05:10
3. Freakshow Gallery
4. Merchandise details
5. Биография